# Liga dos Campeões da CAF de 1968
O torneio foi jogado por 20 equipes e usou um formato eliminatório com jogos em casa e fora. TP Mazembe da RD Congo venceu a final e tornou-se campeão da CAF pela segunda vez.[carece de fontes?]

## Equipes classificadas
| Pais            | Equipe            | Classificação                       |
| --------------- | ----------------- | ----------------------------------- |
| Burquina Fasso  | Ouagadougou       | campeão da Liga Burquinense de 1967 |
| Camarões        | Oryx              | campeão da Liga Camaronesa de 1967  |
| Costa do Marfim | Africa Sports     |                                     |
| Congo           | Étoile du Congo   |                                     |
| Etiópia         | Saint George      |                                     |
| Gana            | Cape Coast Dwarfs |                                     |
| Gâmbia          | Augustinians      | campeão da Liga Gambiana de 1967    |
| Guiné           | Hafia             | campeão da Liga Guineana de 1967    |
| Libéria         | Mighty Barrolle   | campeão da Liga Liberiana de 1967   |
| Marrocos        | FAR Rabat         | campeão da Liga Marroquina de 1967  |
| Nigéria         | Stationery Stores | campeão da Copa Nigeriana de 1967   |
| Níger           | Olympic           |                                     |
| Quênia          | Leopards          |                                     |
| RD Congo        | Mazembe           |                                     |
| Somália         | Heegan            |                                     |
| Sudão           | Al-Mourada        |                                     |
| Serra Leoa      | Mighty Blackpool  |                                     |
| Senegal         | Jaraaf            | campeão da Liga Senegalesa de 1967  |
| Tanzânia        | Cosmopolitans     |                                     |
| Togo            | Étoile Filante    |                                     |

## Rodada preliminar[3]
| Equipe 1        | Total | Equipe 2         | 1.º jogo | 2.º jogo |
| --------------- | ----- | ---------------- | -------- | -------- |
| Étoile du Congo | w/o   | Mighty Blackpool | 1        |          |
| FAR Rabat       | w/o   | Augustinians     | 2        |          |
| Heegan          | w/o   | Cosmopolitans    | 3        |          |
| Olympic         | 2-4   | Ouagadougou      | 1-1      | 1-3      |

1 Mighty Blackpool desistiu. 

2 Augustinians desistiu. 

3 Cosmopolitans desistiu.

## Primeira rodada[4]
| Equipe 1        | Total | Equipe 2          | 1.º jogo | 2.º jogo |
| --------------- | ----- | ----------------- | -------- | -------- |
| Léopards        | 4-2   | Saint George      | 1-1      | 3-1      |
| Africa Sports   | 6-41  | Mazembe           | 2-0      | 4-4      |
| Étoile du Congo | 4-6   | Oryx              | 1-2      | 3-4      |
| FAR Rabat       | 3-0   | Jaraaf            | 2-0      | 1-0      |
| Mighty Barolle  | 1-22  | Hafia             | 1-2      | w/o      |
| Heegan          | 2-4   | Al-Mourada        | 1-1      | 1-3      |
| Stationer Store | 4-43  | Cape Coast Dwarfs | 3-2      | 1-2      |
| Ouagadougou     | 1-6   | Étoile Filante    | 1-4      | 0-2      |

1 Africa Sports foi desqualificado.

2 Mighty Barolle foi desclassificado depois que a Libéria foi suspensa pela FIFA. 

3 Stationery Stores vence o jogo com desempate por moeda ao ar.

## Quartas de Final[5]
| Equipe 1       | Total | Equipe 2          | 1.º jogo | 2.º jogo |
| -------------- | ----- | ----------------- | -------- | -------- |
| Léopards       | 4-3   | Al-Mourada        | 3-0      | 1-3      |
| Mazembe        | 5-0   | Oryx              | 3-0      | 2-0      |
| FAR Rabat      | 2-2   | Stationery Stores | 1-0      | 1-21     |
| Étoile Filante | 3-0   | Hafia             | 3-0      | w/o2     |

1 FAR Rabat vence o jogo com desempate por moeda ao ar. 

2 Hafia desistiu após o primeiro jogo.

## Semifinais[6]
| Equipe 1 | Total | Equipe 2       | 1.º jogo | 2.º jogo |
| -------- | ----- | -------------- | -------- | -------- |
| Léopards | 2-4   | Étoile Filante | 2-0      | 0-4      |
| Mazembe  | 4-2   | FAR Rabat      | 1-1      | 3-1      |

## Final[7]
| Equipe 1 | Total | Equipe 2       | 1.º jogo | 2.º jogo |
| -------- | ----- | -------------- | -------- | -------- |
| Mazembe  | 6-4   | Étoile Filante | 5-0      | 1-4      |

## Campeão[carecede fontes?]
| Liga dos Campeões da CAF de 1968 |
| -------------------------------- |
| República Democrática do Congo   |
| Mazembe 2° Titúlo                |